# Aéroport international de Tallinn
L'aéroport international de Tallinn, également appelé aéroport Lennart-Meri de Tallinn ou Ülemiste Airport (code IATA : TLL • code OACI : EETN), est un aéroport intérieur et international desservant la ville de Tallinn, capitale de l'Estonie et située sur la côte du golfe de Finlande, qui fait partie de la mer Baltique.

## Situation
| Kuressaare Kärdla Pärnu Tallinn Tartu Kihnu Ruhnu Tapa Amari |

## Compagnies et destinations
| Compagnies                   | Destinations |
| ---------------------------- | --- |
| Aegean Airlines              | En saison : Athènes E.-Venizélos |
| airBaltic                    | - Amsterdam, - Berlin-Brandebourg, - Bruxelles-National, - Copenhague-Kastrup, - Londres-Gatwick, - Munich-F. J. Strauß, - Oslo-Gardermoen, - Paris-Charles de Gaulle, - Riga, - Tampere/Pirkkala, - Vilnius En saison : - Dubrovnik, - Genève-Cointrin, - Héraklion-N. Kazantzákis, - Las Palmas/Gran Canaria, - Malaga-Costa del Sol, - Nice-Côte d'Azur, - Palma de Majorque, - Rhodes-Diagoras, - Salzbourg-W. A. Mozart, - Split, - Ténériffe-Sud Reine Sofia |
| Corendon Airlines            | En saison charter : Antalya, Hurghada |
| Diamond Sky                  | Kärdla |
| Finnair                      | Helsinki-Vantaa |
| Freebird Airlines            | En saison charter : Antalya, Gazipaşa-Alanya |
| LOT Polish Airlines          | Varsovie-Chopin |
| Lufthansa                    | Francfort, Munich-F. J. Strauß |
| Nordica                      | En saison charter: Charm el-Cheikh, Hurghada, Ténériffe-Sud Reine Sofia |
| Norwegian Air Shuttle        | Oslo-Gardermoen |
| NyxAir                       | Kuressaare En saison: Helsinki-Vantaa |
| Pegasus Airlines             | En saison: Antalya |
| Ryanair                      | - Barcelone-El Prat, - Bergame-Orio al Serio, - Berlin-Brandebourg, - Londres-Stansted, - Rome - G. B. Pastine (Ciampino), - Stockholm-Arlanda, - Trévise-Sant'Angelo, - Vienne-Schwechat |
| Scandinavian Airlines        | Copenhague-Kastrup, Stockholm-Arlanda |
| Smartlynx Airlines Estonia   | En saison charter : - Antalya, - Batoumi-A. Kartveli, - Bourgas, - Charm el-Cheikh, - Corfou-I. Kapodístrias, - Faro, - Héraklion-N. Kazantzákis, - Hurghada, - Céphalonie, - Rhodes-Diagoras, - Tivat, - Varna |
| SunExpress                   | En saison: Antalya |
| Swiss International Airlines | Zurich |
| Transaviabaltika             | Savonlinna |
| Transavia France             | Paris-Orly |
| Turkish Airlines             | Istanbul En saison: Antalya, Bodrum-Milas |
| Wizz Air                     | Koutaïssi-David-IV, Londres-Luton, Milan-Malpensa |

Édité le 05/10/2018 Actualisé le 22/02/2023

## Statistiques  du trafic aérien

### Destinations majeures
| Rang (2012) | Destination                 | Passagers (2012) | Passagers (2011) | % Change 2011 / 12 | Passagers (2010) | % Évolution 2010 / 11 | Passagers (2009) | % Évolution 2009 / 10 |
| ----------- | --------------------------- | ---------------- | ---------------- | ------------------ | ---------------- | --------------------- | ---------------- | --------------------- |
| 1 (1)       | Finlande, Helsinki          | 193,678          | 184,762          | 4.8                | 147,945          | 24.9                  | 149,390          | 1                     |
| 2 (2)       | Lettonie, Riga              | 184,072          | 173,768          | 5.9                | 150,024          | 15.8                  | 154,742          | 3                     |
| 3 (4)       | Suède, Stockholm (tous)     | 177,227          | 145,964          | 21.4               | 115,046          | 26.9                  | 112,861          | 1.9                   |
| 4 (3)       | Royaume-Uni, Londres (tous) | 130,340          | 161,423          | 19.3               | 84,329           | 91.4                  | 99,864           | 15.6                  |
| 5 (5)       | Danemark, Copenhague        | 123,966          | 133,101          | 6.9                | 140,997          | 5.6                   | 142,449          | 1                     |

### Évolution du trafic
L'évolution de l'activité depuis 1992 est la suivante :

#### En graphique
Pour des raisons techniques, il est temporairement impossible d'afficher le graphique qui aurait dû être présenté ici.

Voir la requête brute et les sources sur Wikidata.

#### En tableau
| Année | Nombre de passagers | Nombre de vols | Marchandises (en tonnes) |
| ----- | ------------------- | -------------- | ------------------------ |
| 1992  | 205 776             | 11 000         | 1124                     |
| 1993  | 239 760             | 12 170         | 1417                     |
| 1994  | 336 282             | 13 378         | 2362                     |
| 1995  | 366 919             | 13 784         | 2488                     |
| 1996  | 431 212             | 16 695         | 3997                     |
| 1997  | 502 442             | 21 455         | 5590                     |
| 1998  | 563 946             | 24 951         | 5991                     |
| 1999  | 550 747             | 23 590         | 5326                     |
| 2000  | 559 658             | 23 358         | 4690                     |
| 2001  | 573 493             | 23 633         | 4543                     |
| 2002  | 605 697             | 26 226         | 4292                     |
| 2003  | 715 859             | 25 294         | 5080                     |
| 2004  | 997 461             | 28 149         | 5237                     |
| 2005  | 1 401 059           | 33 610         | 9937                     |
| 2006  | 1 541 832           | 33 989         | 10 361                   |
| 2007  | 1 728 430           | 38 844         | 22 764                   |
| 2008  | 1 811 536           | 41 654         | 41 867                   |
| 2009  | 1 346 236           | 32 572         | 2001                     |
| 2010  | 1 384 831           | 33 587         | 11 960                   |
| 2011  | 1 913 172           | 40 298         | 18 371                   |
| 2012  | 2 206 692           | 48 531         | 23 921                   |
| 2013  | 1 958 801           | 37 856         | 20 941                   |
| 2014  | 2 017 371           | 37 791         | 19 860                   |
| 2015  | 2 166 820           | 41 513         | 16 156                   |
| 2016  | 2 221 615           | 40 938         | 12 054                   |
| 2017  | 2 648 361           | 45 235         | 11 345                   |
| 2018  | 3 007 644           | 48 568         | 11 518                   |
| 2019  | 3 267 909           | 47 867         | 10 916                   |
| 2020  | 863 589             | 22 962         | 9 190                    |
| 2021  | 1 301 066           | 26 689         | 10 560                   |
| 2022  | 2 748 429           | 38 044         | 11 127                   |
| 2023  | 2 961 564           | 38 115         | 8 753                    |

## Transports en commun
| Type | Transporteur | Ligne | Destination                    |
| ---- | ------------ | ----- | ------------------------------ |
| Bus  | Municipalité | 2     | Port de passagers (Terminal-A) |
| Bus  | Municipalité | 65    | Lasnamäe                       |